# 9-1-1

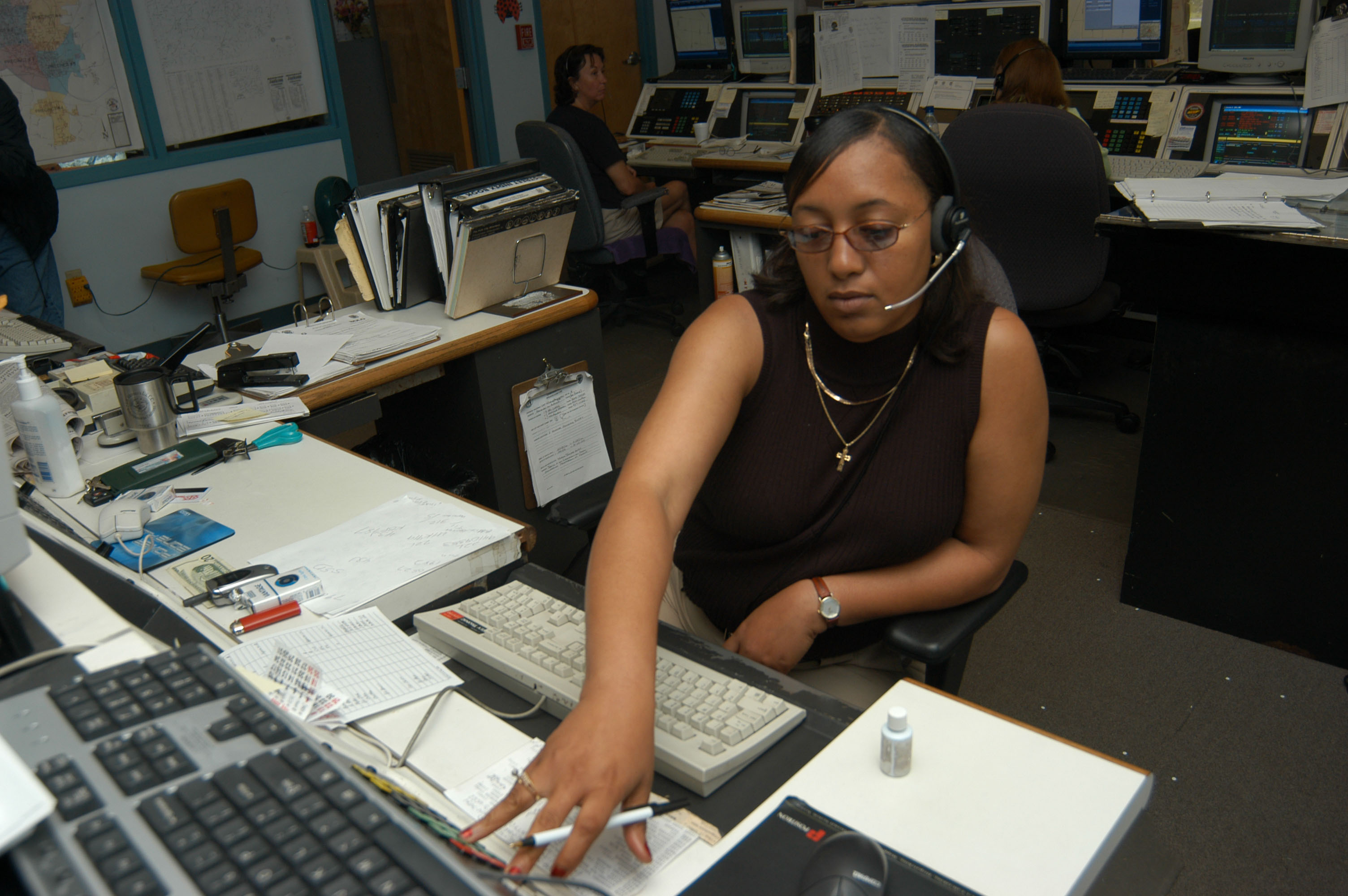
Диспетчер приймає екстрений виклик у диспетчерському центрі 9-1-1 Джексона, штат Теннессі.

Запровадження двох схвалених ITU телефонних номерів екстрених служб у світі:
112
911
112 і 911
Інші номери

9-1-1, зазвичай пишеться 911, — телефон служби порятунку в США, Канаді, Палау, Аргентині, Йорданії та на Філіппінах, а також всіх країн, що входять до Північноамериканського плану нумерації (NANP), один з восьми кодів N11. Як і інші номери служби порятунку в світі, він призначений лише для надзвичайних ситуацій. Його використання для інших цілей (наприклад здійснення фальшивих викликів чи жартів) є злочином в більшості країн.
У понад 98 % місць в Аргентині, Белізі, Ангільї, Коста-Риці, Еквадорі, Йорданії, Ефіопії, Ліберії, Саудівській Аравії, Філіппінах, Уругваї, США, Палау, Мексиці, Тонга та Канаді, набираючи «9-1-1» з будь-якого телефону абонент з'єднується з диспетчерським пунктом екстреної допомоги, який у телекомунікаційній галузі називається Пунктом автовідповідача громадської безпеки (PSAP), який може надіслати екстрені служби до місця розташування абонента в надзвичайних ситуаціях. Приблизно на території 96 відсотків Сполучених Штатів, покращена система 9-1-1 автоматично поєднує номери абонентів із фізичною адресою.

## Історія
Перший відомий національний номер телефону екстреної допомоги почав використовуватися у Сполученому Королівстві в 1937—1938 роках з використанням номера 999, який продовжує використовуватися досі. У Сполучених Штатах перший дзвінок на номер 911 був зроблений у Гейлівіллі, штат Алабама, у 1968 році спікером Палати представників штату Алабама Ранкіном Файтом, на який відповів член Палати представників США. Том Бевілл. У Канаді служба 911 була створена в 1972 році, а перший виклик 911 стався після розгортання 1974 року в Лондоні, Онтаріо.
У Сполучених Штатах поштовх до створення загальнонаціонального американського номера телефону екстреної допомоги стався в 1957 році, коли Національна асоціація керівників пожежної служби рекомендувала використовувати єдиний номер для повідомлення про пожежі. Першим містом у Північній Америці, яке використовувало центральний номер служби екстреної допомоги, було канадське місто Вінніпег, Манітоба, у 1959 році, яке запровадило зміни за наполяганням Степана Дзюби, мера Вінніпега на той час. Вінніпег спочатку використовував 999 як екстрений номер, але змінив номери, коли Сполучені Штати запропонували 9-1-1.
У 1964 році напад на жінку в Нью-Йорку, Кітті Дженовезе, допоміг значно пришвидшити створення центрального номера екстреної допомоги. New York Times неправдиво повідомила, що ніхто не викликав поліцію у відповідь на крики Дженовезе про допомогу. Деякі експерти припускають, що однією з причин небажання викликати поліцію є складність виклику; будь-які дзвінки в поліцію надсилатимуться до місцевої дільниці, і будь-яка відповідь може залежати від того, який окремий сержант чи інший високопоставлений персонал може прийняти дзвінок.
У 1967 році Президентська комісія з питань правоохоронної діяльності та відправлення правосуддя рекомендувала створити єдиний номер, який можна було б використовувати по всій країні для повідомлення про надзвичайні ситуації. У листопаді 1967 року Федеральна комісія зі зв'язку зустрілася з AT&T, щоб вибрати номер.
У 1968 році кількість була узгоджена. AT&T обрала номер 9-1-1, який був простим, легко запам'ятовувався, легко набирався (на відміну від номера 999) і через середню цифру 1, яка вказувала на особливий номер, добре працював із телефонними системами того часу. На той час це оголошення торкнулося лише телефонної компанії Bell System; незалежні телефонні компанії не були включені до плану екстреного телефонного зв'язку. Телефонна компанія Алабами вирішила впровадити це раніше AT&T, обравши місцем розміщення Гейлівіль, штат Алабама.
Перше впровадження AT&T відбулося 1 березня 1968 року в Хантінгтоні, штат Індіана. Однак розгортання служби 9-1-1 тривало багато років. Наприклад, хоча місто Чикаго,  штат Іллінойс, мало доступ до служби 9-1-1 ще в 1976 році, комісія з торгівлі штату Іллінойс не дозволила постачальнику телефонних послуг Illinois Bell пропонувати 9-1-1 у передмістях Чикаго до 1981 року. Реалізація не була негайною навіть тоді; до 1984 року лише вісім передмість Чикаго в окрузі Кук мали службу 9-1-1. Ще в 1989 році принаймні 28 передмість Чикаго все ще не мали служби 9-1-1 ; деякі з цих міст раніше вирішували відмовитися від служби 9-1-1 через витрати та, за словами персоналу служби реагування на надзвичайні ситуації, нерозуміння переваг системи 9-1-1.
Щодо національного покриття США, то до 1979 року 26 % населення США могли набрати номер. Ця цифра зросла до 50 % до 1987 року та 93 % до 2000 року. Станом на  Березень 2022 98,9 % населення США мають доступ.
Перехід на 9-1-1 у Канаді розпочався в 1972 році, і станом на 2018 рік практично всі території (за винятком деяких сільських районів, таких як Нунавут) використовують 9-1-1. Станом на  2008 щороку канадці роблять дванадцять мільйонів дзвінків на 9-1-1. 4 листопада 2019 року Північно-Західні території запустили службу 9-1-1 по всій території з можливістю отримання послуг 11 офіційними мовами території.

## Покращений 9-1-1
Enhanced 9-1-1 (E-911 або E911) автоматично повідомляє диспетчеру місцезнаходження абонента, якщо воно доступне. Розширений 9-1-1 доступний у більшості регіонів, включаючи приблизно 96 відсотків США.